# Чатмара
Чатмара је кућа изграђена од чатме (тур. çatma), односно плетера или набоја — конструктивног грађевинског елемента исплетеног од прућа (грања), који се премазивао мешавином иловаче и сламе.

## Историја
Чатмара као начин градње јавља се у Србији у првим деценијама 19. века. У многим српским селима и данас се могу видети овакве куће. Већина је у веома лошем стању, али се неке још увек користе за становање. Неколико чатмара рестаурирано је и заштићене су као културно-историјски споменици, најчешће са аутентичним ентеријером тог времена.

## Конструкција куће
Кућа чатмара грађене су на темељу од камена са храстовим гредама на које је постављена бондручна конструкција. Простор између греда испуњаван је чатмом — плео се прућем, а затим премазивао блатом. Материјал за премазивање правио се од иловаче и сламе. Зидови су премазивани и са унутрашње и са спољашње стране. Већина чатмара у почетку је покривана ражаном сламом, а почеле су се покривати ћерамидом тек после 1877. године.
Чатмаре, грађене као стамбене куће у почетку су биле правоугаоне основе и дводелне. Унутрашњост се састојала од две просторије: оџаклије и собе. Касније, развојем стамбеног простора, број просторија се повећавао, а самим тим и облик чатмаре се мењао.
Зидови су код чатмара малтерисани блатом а затим кречени. Такав зид је неотпоран на утицаје ветра, кише и сунца. Зато су се на кровној конструкцији постављала врло широка стреха како би га заштитила. Често се на чатмарама могу срести стрехе ширине и до два метра.

## Чатмаре у Србији
Изванредне пропорције између тела куће и кровне масе, карактеристичне за шумадијску брвнару, остају непроменљиве кроз све епохе развоја и представљају трајну архитектонску и ликовну вредност овог типа куће.
- Кућа породице Матић у Вранићу код Барајева
- Стара кућа породице Жујовић у селу Неменикуће
- Стара кућа у Комплексу објеката Веронике Клонфер, село Друговац поред Смедерева
- Кућа Стевана Синђелића у Грабовцу поред Свилајнца
- Стара црква Успења Богородичиног у Ореовици поред Жабара
- Црква манастира Вратна у близини Неготина
- Капела Светог Пантелејмона у Горини поред Лесковца